# Bistum Vigevano
Das Bistum Vigevano (lat.: Dioecesis Viglevanensis, ital.: Diocesi di Vigevano) ist eine in Italien gelegene römisch-katholische Diözese mit Sitz in Vigevano.

## Geschichte
Das Bistum Vigevano wurde am 14. März 1530 durch Papst Clemens VII. mit der Apostolischen Konstitution Pro excellenti aus Gebietsabtretungen der Bistümer Novara und Pavia errichtet und dem Erzbistum Mailand als Suffraganbistum unterstellt. Am 26. November 1817 wurde das Bistum Vigevano dem Erzbistum Vercelli und am 17. Juli 1974 dem Erzbistum Mailand als Suffraganbistum unterstellt.

## Weblinks

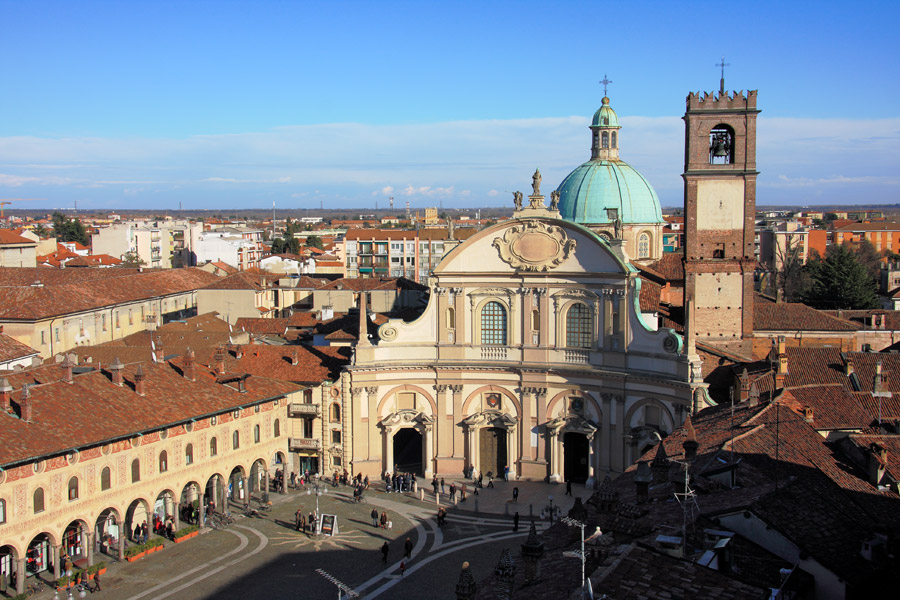
Kathedrale Sant’Ambrogio in Vigevano